# باتريك بوبوف
باتريك بوبوف (بالمجرية: Popov Patrik)‏ (12 أكتوبر 1997 ببودابست في المجر - ) هو لاعب كرة قدم مجري في مركز الهجوم. شارك مع منتخب المجر تحت 17 سنة لكرة القدم ومنتخب المجر تحت 19 سنة لكرة القدم. أما مع النوادي، فقد لعب مع نادي فيرينتسفاروشي.

## روابط خارجية
- باتريك بوبوف على موقع اتحاد المجر (الهنغارية)
- باتريك بوبوف على موقع قاعدة بيانات كرة القدم.إي يو (الإنجليزية)
- باتريك بوبوف على موقع Soccerway.com (الإنجليزية)